# Maogang

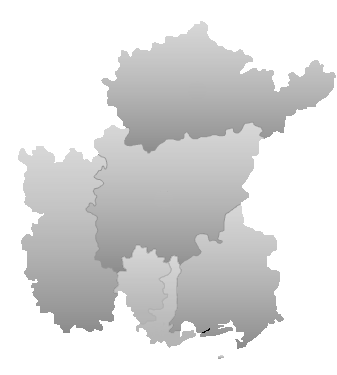
Lage des ehemaligen Stadtbezirks Maogang im Gebiet der Stadt Maoming

Maogang (chinesisch 茂港区, Pinyin Màogǎng Qū) war ein Stadtbezirk der bezirksfreien Stadt Maoming in der chinesischen Provinz Guangdong. Maogang hatte eine Fläche von 372 km² und zählte ca. 470.000 Einwohner (2003). Im Februar 2014 wurde Maogang aufgelöst und seine Fläche mit der Fläche des ebenfalls aufgelösten Kreises Dianbai zum neuen Stadtbezirk Dianbai vereinigt.

## Administrative Gliederung
Auf Gemeindeebene setzte sich der Stadtbezirk aus zwei Straßenvierteln und fünf Großgemeinden zusammen.